# Orthopsyllus pectinicauda
Orthopsyllus pectinicauda är en kräftdjursart som beskrevs av Vervoort 1964. Orthopsyllus pectinicauda ingår i släktet Orthopsyllus och familjen Orthopsyllidae. Inga underarter finns listade i Catalogue of Life.